# Omar Graffigna

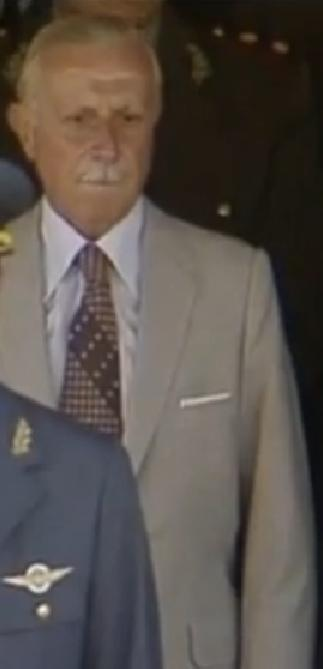
Omar Graffigna

Omar Domingo Rubens Graffigna  (* 2. April 1926; † 9. Dezember 2019 in Buenos Aires) war ein argentinischer Offizier der Luftwaffe. Er spielte während der Diktatur in Argentinien von 1976 bis 1981 eine führende Rolle.

## Leben
Graffigna wurde im ländlichen Clarke im Departamento Iriondo in der Provinz Santa Fe geboren. Er besuchte die militärische Fliegerschule und wurde Stabschef der argentinischen Luftwaffe nach dem Putsch von 1976. Er initiierte das Condor-Raketen-Programm. Er folgte General Orlando Agosti als Kommandeur der Luftwaffe im Jahre 1979.
Graffigna war ein Befürworter des schmutzigen Krieges und sagte im Dezember 1979, „dass in einer gefährlich desorientierten Welt das Schicksal uns nur eine Wahl gelassen hat: Geistiger Rückhalt des Westens zu sein.“ Er wurde 1985 im Verfahren gegen die Juntas wegen seiner Rolle während der Diktatur folgender Verbrechen angeklagt: Kidnapping, Folter, Raub, Körperverletzung, Nötigung, Freiheitsberaubung, Eigentumsvergehen und Urkundenfälschung. Graffigna und sein Nachfolger General Basilio Lami Dozo wurden in allen Anklagepunkten freigesprochen.
Im Jahre 2003 stellte Spanien einen Auslieferungsantrag wegen Verbrechen gegen die Menschlichkeit. Premierminister José María Aznar zog diesen Auslieferungsantrag zurück. 2005 annullierte der Oberste Spanische Gerichtshof die Entscheidung des ehemaligen Premiers Aznar und stellte erneut einen Auslieferungsantrag.
2016 wurden Luis Tomás Trillo und er zu 25 Jahren Haft verurteilt. Er starb 2019 im Hausarrest.